# Invicta FC 14
Invicta FC 14: Evinger vs. Kianzad foi um evento de MMA promovido pelo Invicta Fighting Championships. O evento foi realizado no dia 12 de Setembro de 2015.

## Background
O evento foi esperado originalmente para ser encabeçado pela luta entre a Campeã Peso Palha Livia Renata Souza e a invicta Alexa Grasso, No entanto Grasso foi forçado a se retirar devido a uma lesão. e a Campeã Peso Galo Tonya Evinger iria defender seu título contra a sueca Pannie Kianzad em uma luta programado originalmente como o evento co-principal. No dia antes do evento, ambas as lutadoras pesaram acima do limite de peso para a luta, e ela foi alterada para uma Luta não válida pelo cinturão. JJ Aldrich foi programado para lutar com Daniela Kortmann, mas Kortmann retirou devido a questões de visto e foi substituído por Rosa Acevedo.

## Bônus da Noite
- Luta da Noite: Sharon Jacobson vs. Jamie Moyle
- Desempenho da Noite: Tonya Evinger, Andrea Lee, and JJ Aldrich